# Kid Cannabis
Kid Cannabis è un film del 2014 diretto da John Stockwell.
Film biografico basato sulla vita di Nate Norman, uno studente liceale e narcotrafficante canadese.

## Trama
Nate Norman, adolescente liceale, vive a Coeur d'Alene con il fratello e la madre. Al compimento dei diciotto anni, decide di abbandonare la scuola e incomincia a fumare marijuana con il suo migliore amico, Topher Clark, un 27enne trasferitosi da Boston.
Insieme a Clark, decide, inoltre, di contrabbandare erba oltre il confine, partendo dal nord dell'Idaho, e, indossando abiti mimetici, si dirigono a nord attraverso i boschi del Canada. Inoltre, per viaggiare inosservati tra i due paesi, i due tornano negli Stati Uniti per acquistare alcune "sonde anali". Dopo aver recuperato e venduto un motoscafo affondato, i due tornano in Canada in macchina, alla ricerca di un fornitore. In seguito, si recano a Creston, entrano in una drogheria affollata e iniziano una conversazione con l'impiegato del locale. Tuttavia, un uomo grasso si avvicina ai tre intimando a Nate e Toph di andarsene, poiché sarebbero stati entrambi arrestati per narcotraffico.
Tuttavia, i due vengono fermati poco dopo il confine da un agente di polizia canadese, il quale consiglia ai due di andare a Nelson per vendere erba. Fuori una stazione di servizio, inoltre, Topher incontra una bella ragazza, Nicole Grefard, la quale si offre di vendere loro quanto hanno bisogno.
Nate forma così una banda con sei amici, procurando loro ciascuno abiti mimetici in ghisa. Col passare dei giorni la banda inizia a racimolare denaro e Nate compra una casa sul lago per sua madre, affitta un appartamento a Spokane, adibito a quartier generale, acquista costose auto e organizza feste sontuose con dozzine di ragazze sexy. Una notte, tuttavia, un criminale, Brendan Butler, intima alla banda di consegnargli il loro prodotto, mettendoli in fuga con una pistola.
Tuttavia, Nate, ricoprendo il ruolo di leader, nonostante abbia concordato in una scissione 50/50, si scontra con Topher, in disaccordo. Il ragazzo accetta, quindi, riluttante di pagarli e organizza una festa di compleanno nella casa sul lago della sua famiglia. Malgrado tutto, mentre Nate si dirige verso la sua camera da letto con due donne, Butler irrompe nella festa, indossando una maschera nera, e spara in aria con una pistola, affrontando Nate durante una breve sparatoria.
Fallita la missione, Butler decide di assumere, quindi, i fratelli Mendiola con l'obiettivo di rubare a Nate il denaro e la scorta di droga. Intanto, mentre Nate e la sua famiglia alloggiano in una casa di proprietà di Barry Lerner, Scuzz, accolito di Nate, viene fatto ostaggio con la sua ragazza dai due fratelli Mendiola.
Adirato, Butler ordina, quindi, ai due di uccidere Nate e Topher. Tuttavia, uno dei due fratelli lo strangola brutalmente uccidendolo. Durante lo spaccio, tuttavia, uno degli accoliti di Nate viene fermato dalla polizia e decide di tradire la banda, rivelandone il quartier generale.
Nate è, quindi, costretto a nascondersi mentre tutti la banda viene arrestata. Per attirare il ragazzo, la polizia minaccia di condannare la madre a dieci di anni di reclusione, per riciclaggio di denaro, se Nate non decidesse di costituirsi. Quest'ultimo decide, perciò, di arrendersi agli agenti.

## Produzione

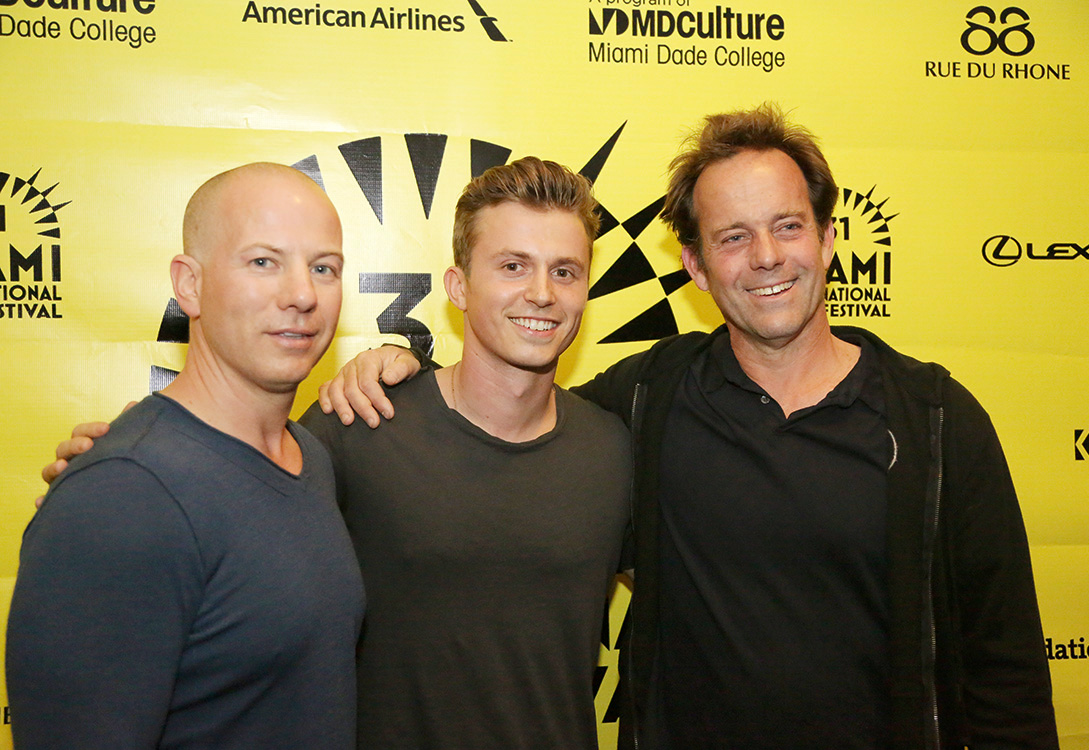
Gordon Bijelonic, Kenny Wormald e John Stockwell alla presentazione del film durante il Miami International Film Festival.

Il film è ispirato da un articolo di Mark Binelli su Rolling Stone del 2005 ed è basato sulla vita di Nate Norman, uno studente liceale sovrappeso di Coeur d'Alene, che costruì un impero multimilionario di narcotraffico di marijuana dal Canada, prima di essere catturato e condannato alla prigione per 12 anni, e, in seguito, rilasciato.

### Riprese
Alcune scene del film sono state girate in una piantagione di marijuana in Canada, dove la troupe è stata guidata da un furgone con finestre oscurate.

## Accoglienza

### Incassi
Il film è uscito nei cinema, incassando 5.565 dollari.

### Critica
Rotten Tomatoes dà al film un voto del 71% basato su 7 recensioni. Metacritic, invece, dà un voto 54/100 sulla base di recensioni medie o miste.